# 有机铍化学
有机铍化学是研究含有铍-碳键的化学分支。有机铍化合物中，铍都以+2价的形式出现；+1价的有机铍化合物也是已知的。有机铍化合物具有很高的毒性，对空气和水敏感。
二烃基铍是有机铍化合物的一种，可由格氏试剂或有机锂试剂和卤化铍（如氯化铍）反应得到，也可用二烃基汞和铍单质反应：
2 RMgX + BeCl2 → R2Be + MgX2 + MgCl2
R2Hg + Be → R2Be + Hg
环戊二烯基钠和氯化铍在乙醚中反应，可以得到二茂铍：
2 C5H5Na + BeCl2 → (C5H5)2Be + 2 NaCl
二茂铍可以在真空中升华。其它含环戊二烯基的有机铍化合物也已被制得。二茚基铍可由茚基钾和二溴化铍固相研磨，再由己烷萃取得到。
此外，有机铍化合物还有氢化物、硼氢化物和一些铍杂环化合物。